# Karl-Josef Kaufmann
Karl-Josef Kaufmann, auch Karl-Joseph oder Josef, (* 14. Januar 1865 in Wertheim; † 30. März 1945 in Schönebeck (Elbe)) war ein deutscher Archivar und Historiker. Sein Forschungsschwerpunkt war die Geschichte Danzigs und Westpreußen.

## Leben
Kaufmann studierte an den Universitäten Straßburg, München und Bonn und war 1891 bis 1900 Mitarbeiter des Preußischen Historischen Instituts in Rom. 1889 wurde er in Bonn 
mit einer Arbeit über den Achtzigjährigen Krieg promoviert. Von 1900 bis 1903 arbeitete er als Archivar im Staatsarchiv Magdeburg, von 1903 bis 1928 im Staatsarchiv Danzig, von 1921 zu seiner Pensionierung als Direktor.
1918/19 war er Vorsitzender des Deutschen Volksrates in Danzig. Politisch trat Kaufmann für die Revision des Versailler Vertrages ein. Programmatisch ist der Titel eines Aufsatzes zum 25-jährigen Bestehen seiner Behörde: Das Staatsarchiv der Freien Stadt Danzig, seine Geschichte und seine Bedeutung für das Deutschtum Westpreußens. Unter seiner Leitung bildete das Staatsarchiv Danzig ein „Zentrum der politisierten Geschichtsforschung“.

## Bibliografie
- Seweryn Szczepański: Karl Josef Kaufmann (1865-1945), historyk, archiwista, autor pierwszej monografii Susz. In: Suski Słownik Biograficzny, Bibliografie S. 54–56,

## Veröffentlichungen (Auswahl)
- Geschichte der Stadt Deutsch Eylau. Danzig 1905, Nachdruck Münster 2005
- Das staatsrechtliche Verhältnis Danzigs zu Polen von 1454–1793 und 1807–14. Danzig 1920
- Danzigs Deutschtum, staatliche Selbständigkeit und Geltung in der Vergangenheit. Urkunden in Lichtbildern aus dem Danziger Staatsarchiv. Danzig 1923
- Das deutsche Westpreussen. Berlin 1926
- (Herausgeber:) Festschrift zur Feier des 25jährigen Bestehens des Staatsarchivs. Danzig 1928